# Paris Saint-Germain Football Club 2000-2001
Questa voce raccoglie le informazioni riguardanti il Paris Saint-Germain Football Club nelle competizioni ufficiali della stagione 2000-2001.

## Maglie e sponsor
Lo sponsor tecnico per la stagione 2000-2001 è Nike, mentre lo sponsor ufficiale è Opel.
| Casa | Trasferta |

## Rosa
| N. |                       | Ruolo | Calciatore               |
| -- | --------------------- | ----- | ------------------------ |
| 1  | Francia (bandiera)    | P     | Dominique Casagrande     |
| 3  | Brasile (bandiera)    | C     | Vampeta                  |
| 4  | Spagna (bandiera)     | C     | Mikel Arteta             |
| 5  | Francia (bandiera)    | C     | Peter Luccin             |
| 6  | Nigeria (bandiera)    | D     | Godwin Okpara            |
| 7  | Brasile (bandiera)    | A     | Christian                |
| 8  | Algeria (bandiera)    | C     | Ali Benarbia             |
| 9  | Francia (bandiera)    | A     | Nicolas Anelka           |
| 10 | Nigeria (bandiera)    | C     | Jay-Jay Okocha           |
| 11 | Francia (bandiera)    | A     | Laurent Robert           |
| 13 | Francia (bandiera)    | C     | Frédéric Déhu (capitano) |
| 14 | Argentina (bandiera)  | D     | Mauricio Pochettino      |
| 15 | Madagascar (bandiera) | D     | Éric Rabésandratana      |

| N. |                    | Ruolo | Calciatore       |
| -- | ------------------ | ----- | ---------------- |
| 16 | Francia (bandiera) | P     | Lionel Letizi    |
| 17 | Francia (bandiera) | D     | Jimmy Algerino   |
| 18 | Francia (bandiera) | D     | Didier Domi      |
| 19 | Francia (bandiera) | A     | Laurent Leroy    |
| 20 | Francia (bandiera) | C     | Édouard Cissé    |
| 21 | Francia (bandiera) | D     | Sylvain Distin   |
| 22 | Russia (bandiera)  | C     | Igor' Janovskij  |
| 23 | Francia (bandiera) | C     | Pierre Ducrocq   |
| 24 | Francia (bandiera) | D     | Bernard Mendy    |
| 26 | Senegal (bandiera) | D     | Aliou Cissé      |
| 27 | Spagna (bandiera)  | C     | Enrique de Lucas |
| 28 | Francia (bandiera) | A     | Mickaël Madar    |
| 30 | Francia (bandiera) | P     | Thomas Levaux    |

## Risultati

### UEFA Champions League

#### Prima fase a gironi
| Arbitro: | Sarvan |

|                                                     |           |              |
| Ø. Berg 18’ F. Johnsen 62’ Skammelsrud 90+2’ (rig.) | Marcatori | 7’ Christian |

| Arbitro: | Dallas |

|                                                     |           |                |
| Anelka 25’ Robert 63’ Christian 81’ El Karkouri 90’ | Marcatori | 45+1’ Johansen |

| Arbitro: | Messina |

|             |           |  |
| Leroy 90+2’ | Marcatori |  |

| Arbitro: | Melo Pereira |

|                                  |           |  |
| Salihamidžić 3’ Paulo Sérgio 89’ | Marcatori |  |

| Arbitro: | García-Aranda |

|                                                                                   |           |                 |
| Déhu 16’ Christian 25’ Anelka 35’, 90+2’ Luccin 45+2’ Leroy 76’ Robert 87’ (rig.) | Marcatori | 36’, 38’ George |

| Arbitro: | Poll |

|             |           |            |
| Persson 71’ | Marcatori | 34’ Anelka |

#### Seconda fase a gironi
| Arbitro: | Krug |

|              |           |                                    |
| Algerino 37’ | Marcatori | 64’ Naybet 70’ Flores 90+2’ Makaay |

| Arbitro: | Wójcik |

|                   |           |  |
| Davala 51’ (rig.) | Marcatori |  |

| Arbitro: | Frisk |

|              |           |            |
| Leonardo 27’ | Marcatori | 30’ Anelka |

| Arbitro: | Wegreef |

|            |           |                 |
| Robert 75’ | Marcatori | 90+1’ José Mari |

| Arbitro: | Krug |

|                     |           |  |
| Hagi 20’ Jardel 86’ | Marcatori |  |

| Arbitro: | Meier |

|                                    |           |                           |
| Pandiani 57’, 76’, 84’ Tristán 60’ | Marcatori | 29’ Okocha 43’, 55’ Leroy |

| Arbitro: | Melo Pereira |

|                   |           |  |
| Christian 3’, 27’ | Marcatori |  |